# Рутвиця мала
Рутвиця мала (Thalictrum minus L.) — багаторічна трав'яниста рослина родини жовтецевих.

## Будова
Стебло прямостояче або висхідне, розгалужене, 50—100 см заввишки. Листки чергові, черешкові, широкотрикутні, 3—4-перисті, з округлояйцеподібними спереду трилопатевими чи тричінадрізаними листочками. Квітки правильні, двостатеві, пониклі, зібрані в розлогу волоть; оцвітина проста, чашечкоподібдна, з 4 яйцеподібних зеленавих листочків; нитки тичинок тоненькі, жовтаві. Плоди — сидячі яйцеподібні ребристі сім'янки. Цвіте у червні — липні.

## Поширення
Рутвиця мала росте на Кавказі, Далекому Сході, по всій території України (переважно в Лісостепу і на півночі Степу) на узліссях і на лісових галявинах, степових луках, трав'янистих схилах та серед чагарників.

## Хімічний склад
Надземна частина рослини містить сапоніни (3,1 %), до 1,1 % алкалоїдів (тальмін, тальмідин, тальметин, 0-метилтальметин, талактамін, дегід-роталікмін, талікмінін, ($-алокриптопін, p-хлорметилат 1-канадину, берберин), ціаногенні сполуки, дубильні речовини, флавоноїди (1,64 %), вищі аліфатичні вуглеводні та аскорбінову кислоту.

## Практичне використання

### Фармакологічні властивості
Трава рутвиці малої входить до складу суміші Здренко, яку застосовують в онкологічній практиці як симптоматичний засіб. У народній медицині рослина відома своїми болетамувальними, сечогінними, відхаркувальними, седативними, гіпотензивними, кровоспинними, протизапальними й антисептичними властивостями. Настій трави дають всередину від кашлю (при туберкульозі легень та інших захворюваннях органів дихання), при простудних захворюваннях (як жарознижувальний засіб), захворюваннях травного каналу (пронос, запор), хворобах печінки і жовчних шляхів, при набряках різного походження, затримці сечовиділення і при нирковокам'яній хворобі, при різних кровотечах, при ревматизмі та болісних менструаціях, у випадку епілепсії, розладу нервової системи, при безсонні, гіпертонічній хворобі й стенокардії. Як зовнішній засіб рутвицю застосовують для лікування запрілості між пальцями стоп, гнійних ран та інших захворювань шкіри. В гомеопатії рослину застосовують при болісних менструаціях і як засіб, що покращує зір.

### Заготівля і зберігання
Для медичних потреб заготовляють траву рутвиці (Herba Thalictri minoris), зрізуючи під час цвітіння рослини верхівки стебел завдовжки 30—35 см. Зібрану сировину зв'язують у невеликі пучки й розвішують для сушіння в затінку протягом або в провітрюваному приміщенні. Зберігають окремо від іншої сировини, дотримуючись правил зберігання отруйних рослин. Термін придатності — 3 роки. Аптеки сировину не відпускають.

### У харчуванні
Молоді пагони рутвиці на Далекому Сході варять, а потім використовують як закришку до юшок, а також готують з них щі, гарніри до м'ясних страв та рибної окрошки.

## Галерея

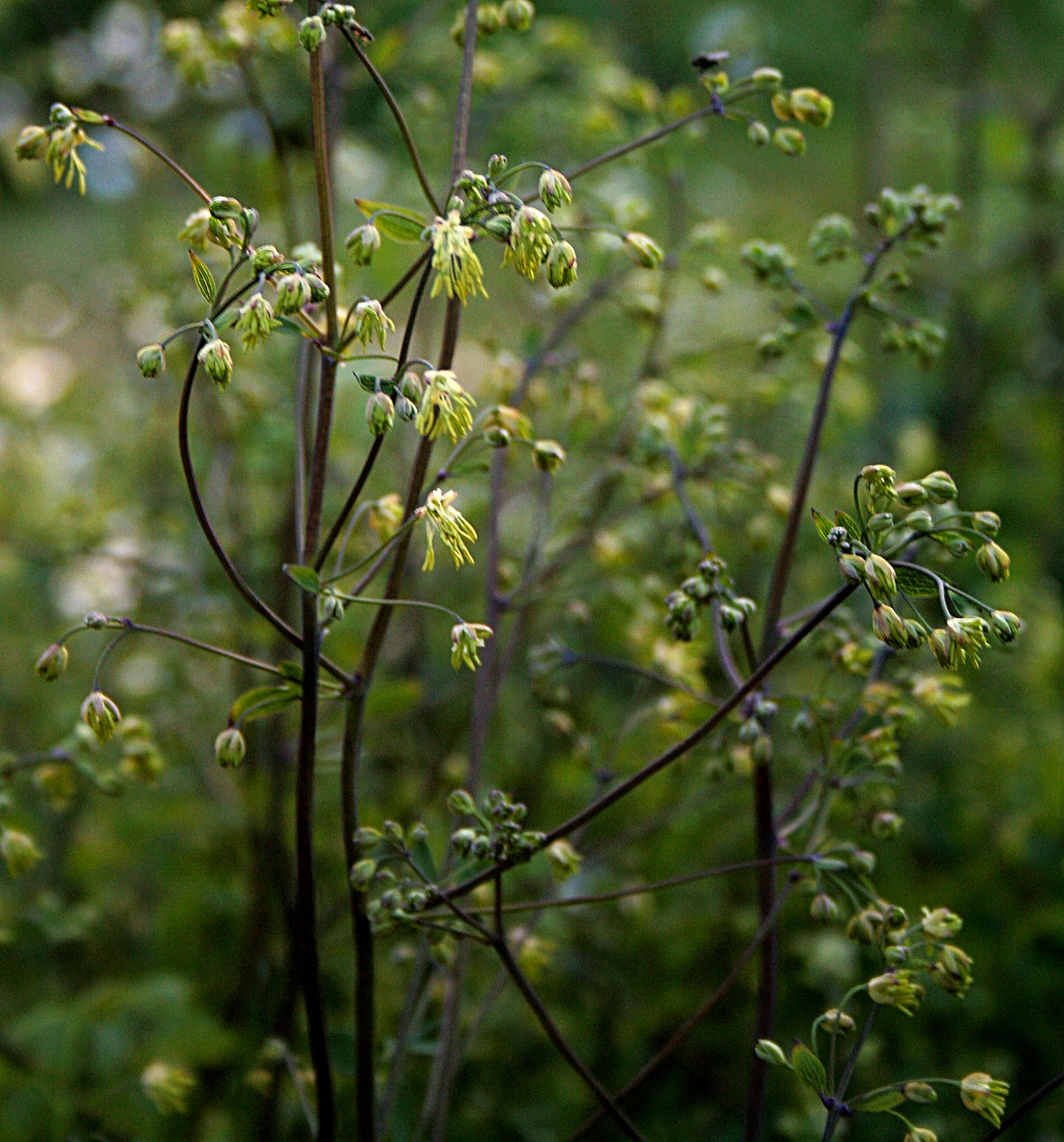
Квіти
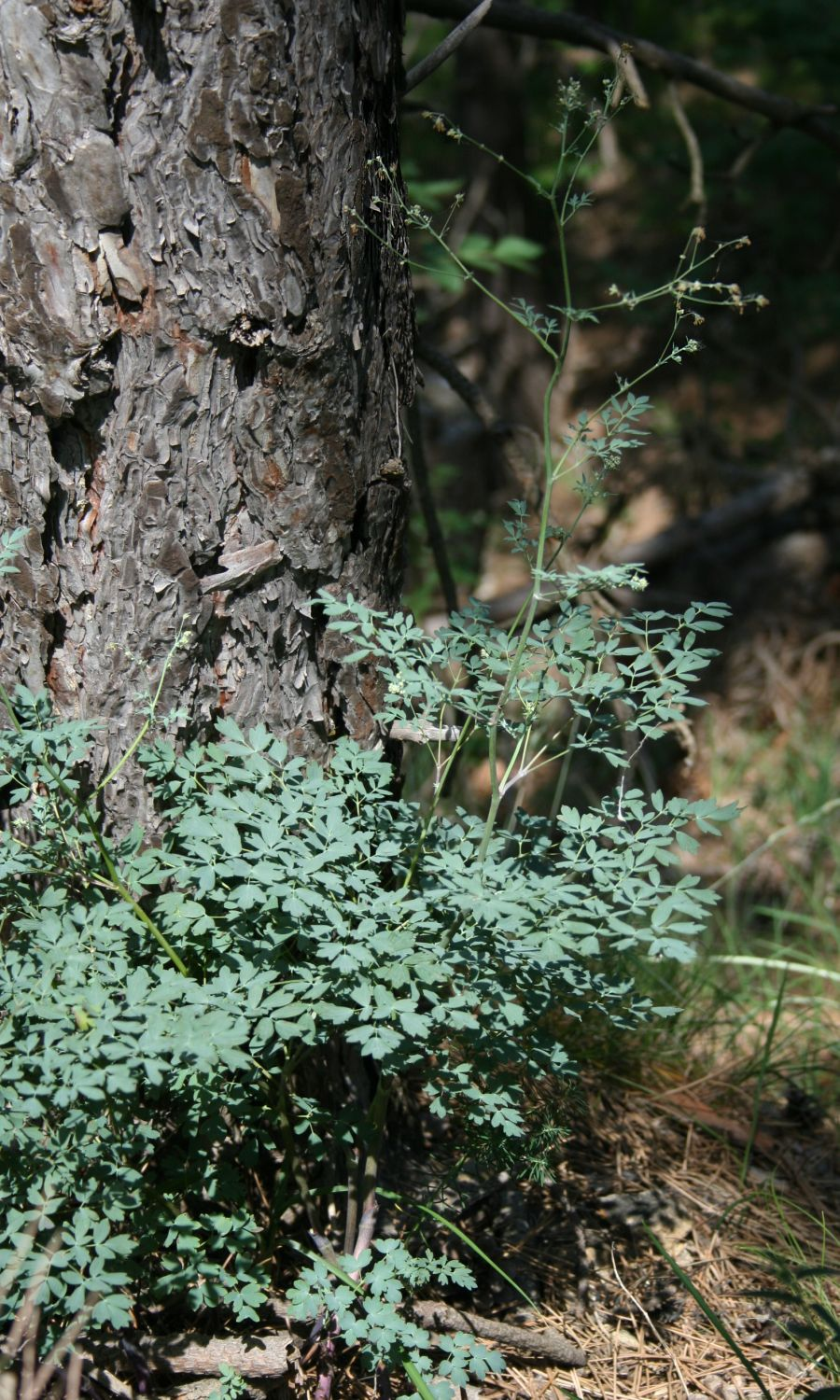
Зовнішній вигляд